# Вернате
Вернате (итал. Vernate) — коммуна в Италии, в провинции Милан области Ломбардия.
Население составляет 2345 человек, плотность населения составляет 168 чел./км². Занимает площадь 14 км². Почтовый индекс — 20082. Телефонный код — 02.
Покровительницей коммуны почитается святая Евфимия Всехвальная, празднование в третье воскресение сентября.